# Athletissima 2015
Navigation
Édition précédente Édition suivante
L'Athletissima 2015 est la 38e édition du meeting Athletissima qui a lieu le 9 juillet 2015 au Stade olympique de la Pontaise de Lausanne, en Suisse. Il constitue la neuvième étape de la Ligue de diamant 2015.

## Résultats

### Hommes
| Épreuve           | Vainqueur                             | Second                        | Troisième                     |
| ----------------- | ------------------------------------- | ----------------------------- | ----------------------------- |
| 200 m             | Zharnel Hughes 20 s 13 (PB)           | Anaso Jobodwana 20 s 21       | Isiah Young 20 s 27           |
| 800 m             | Nijel Amos 1 min 43 s 27 (SB)         | David Rudisha 1 min 43 s 76   | Ferguson Rotich 1 min 44 s 44 |
| 5 000 m           | Mohamed Farah 13 min 11 s 77          | Yomif Kejelcha 13 min 12 s 59 | Edwin Soi 13 min 17 s 17      |
| 400 m haies       | Bershawn Jackson 48 s 71              | L. J. van Zyl 48 s 92         | Denis Kudryavtsev 49 s 01     |
| Saut à la perche  | Paweł Wojciechowski 5,84 m (SB)       | Raphael Holzdeppe 5,76 m      | Renaud Lavillenie 5,76 m      |
| Triple saut       | Christian Taylor 18,06 m (CR, MR, PB) | Pedro Pichardo 17,99 m        | Omar Craddock 17,30 m         |
| Lancer du poids   | David Storl 22,20 m (MR)              | Joe Kovacs 21,71 m            | Reese Hoffa 21,30 m (SB)      |
| Lancer du javelot | Keshorn Walcott 90,16 m (NR)          | Vítězslav Veselý 87,97 m      | Tero Pitkämäki 87,44 m        |

Un 100 mètres masculin, qui ne figure pas officiellement au programme de la Ligue de diamant 2015, se dispute par ailleurs lors de ce meeting. L'Américain Justin Gatlin l'emporte en 9 s 75, devant le Jamaïcain Asafa Powell (9 s 92) et l'autre Américain Tyson Gay (9 s 92).

### Femmes
| Épreuve          | Vainqueur                            | Seconde                      | Troisième                      |
| ---------------- | ------------------------------------ | ---------------------------- | ------------------------------ |
| 200 m            | Allyson Felix 22 s 09                | Dafne Schippers 22 s 29 (SB) | Murielle Ahouré 22 s 36        |
| 400 m            | Shaunae Miller 49 s 92 (PB)          | Sanya Richards-Ross 51 s 12  | Novlene Williams-Mills 51 s 15 |
| 1 500 m          | Sifan Hassan 4 min 2 s 36            | Faith Kipyegon 4 min 3 s 38  | Jennifer Simpson 4 min 3 s 54  |
| 100 m haies      | Dawn Harper-Nelson 12 s 55           | Jasmin Stowers 12 s 58       | Queen Harrison 12 s 63         |
| 3 000 m steeple  | Virginia Nyambura 9 min 16 s 99 (MR) | Hiwot Ayalew 9 min 17 s 22   | Emma Coburn 9 min 20 s 67      |
| Saut en longueur | Tianna Bartoletta 6,86 m             | Shara Proctor 6,79 m         | Christabel Nettey 6,68 m       |
| Saut en hauteur  | Anna Chicherova 2,03 m (WL)          | Ruth Beitia 1,94 m           | Erika Kinsey 1,94 m            |
| Lancer du disque | Yaime Pérez 67,13 m (PB)             | Sandra Perković 67,06 m      | Denia Caballero 66,04 m        |

## Légende
Records et Performances
- AR : Record continental (area record)
- CR : Record des championnats (championship record)
- MR : Record du meeting (meet record)
- NR : Record national (national record)
- OR : Record olympique (olympic record)
- PR : Record paralympique (paralympic record)
- PB : Record personnel (personal best)
- SB : Meilleure performance personnelle de la saison (season's best)
- WL : Meilleure performance mondiale de l'année (world leader)
- WJR : Record du monde junior (world junior record)
- WR : Record du monde (world record)

Circonstances et Conditions
- DNF : N'a pas terminé (did not finish)
- DNS : N'a pas pris le départ (did not start)
- DQ : Disqualification (disqualification)
- NM : Aucun essai valable enregistré (No Mark)
- Q : Qualifié « directement » au prochain tour (ou à la prochaine compétition), lors d'une compétition majeure, grâce au classement ou à la réalisation des minima (automatic qualifier)
- q : Qualifié au prochain tour (ou à la prochaine compétition), lors d'une compétition majeure, grâce au repêchage ou à la réalisation de l'une des meilleures performances parmi celles des « non qualifiés directement » (grâce au meilleur temps ou à la meilleure distance par exemple) (secondary qualifier)